# 基彭海姆
基彭海姆是德国巴登-符腾堡州的一个市镇。总面积20.86平方公里，总人口5164人，其中男性2556人，女性2608人（2011年12月31日），人口密度248人/平方公里。